# Stenolejeunea apiculata
Stenolejeunea apiculata là một loài Rêu trong họ Lejeuneaceae. Loài này được (Sande Lac.) R.M. Schust. miêu tả khoa học đầu tiên năm 1963.